# Канлыбаева, Жамал Мусагалиевна
Жамал Мусагалиевна Канлыбаева (каз. Жамал Мұсағалиқызы Қаңлыбаева; 25 июня 1923, Семипалатинск, Семипалатинская губерния, Киргизская АССР, СССР — 2 февраля 1974, Алма-Ата, КазССР, СССР) — советский казахский учёный, доктор технических наук (1965), профессор (1968), член-корреспондент АН КазССР (1970). Основное направление деятельности — изучение движения горных пород с помощью радиоактивных изотопов.

## Биография
Родилась в 1923 году в семье рабочего (впоследствии политработника) Мусагали Канлыбаева. Поступила в школу в 1931 году (в 9 лет, сразу во второй класс) из-за частой смены места жительства. В 1940 году поступила на гидрогеологическое отделение Казахского горно-металлургического института (ныне КазНТУ им. К. И. Сатпаева), но после первого семестра перевелась на маркшейдерское отделение, которое окончила в 1946 году (дипломный проект, защищённый на «отлично», готовила на рудниках Лениногорска). В 1946—1974 годах младший, старший научный сотрудник, затем заведующая маркшейдерского отдела Института горного дела АН Казахстана.
В 1952 году защитила кандидатскую диссертацию на тему «Расчёт сдвижений поверхности под влиянием подземных разработок в Карагандинском бассейне» (научный руководитель — профессор Степан Гаврилович Авершин), став первой казашкой, получившей степень кандидата технических наук в области горного дела. В 1965 году защитила докторскую диссертацию на тему «Закономерности и методика изучения процесса сдвижения горных пород в массиве и некоторые вопросы подземных разработок (На примере Карагандинского бассейна)».
Умерла 2 февраля 1974 года от отсутствия послеоперационного ухода. Похоронена на Кенсайском кладбище Алматы.

## Семья
Муж Казим Абулгазин (в течение 28 лет — главный инспектор Казахстана по охране труда; познакомилась в читальном зале горно-металлургического института), дочь Гульнара (музыковед, профессор), сын Рустэм, сестра Диналла, братья Ораз и Арыстан, внуки.

## Признание и награды
Была председателем учёного совета Института горного дела Академии наук Казахской ССР, членом учёного совета Казахского политехнического института, членом отделения наук о Вселенной и Земле, научным консультантом комбината «Карагандауголь». Депутат Верховного Совета Казахской ССР 7-го созыва, на протяжении ряда лет была членом правления Всесоюзного и Республиканского обществ «Знание». В 1968—1974 годах — член президиума Комитета советских женщин.
Первая казашка и первая тюркская женщина-маркшейдер, первая женщина, спустившаяся в английскую шахту. Первый в мире учёный, изучающий закономерности сдвижения горных пород с помощью радиоактивных изотопов.
Награждена орденом «Знак Почёта», знаком «Шахтёрская слава» всех трёх степеней, юбилейной медалью «За доблестный труд», иными медалями, Почётными грамотами Верховного Совета Казахской ССР.
О Жамал Канлыбаевой снят документальный фильм (автор сценария Нурлан Жармагамбетов, режиссёр Владимир Татенко).

## Научная деятельность
Основные научные труды посвящены изучению с применением радиоактивных изотопов процесса сдвижения горных пород в толще массива. Предложила новый метод изучения физики процессов, происходящих в горных массивах, которые разрушены с помощью радиоактивных изотопов. Её работы послужили основой при прогнозировании процесса сдвижения горных пород в толще массива и решении ряда инженерных задач в ходе добыче угля.
В 1963 году приняла участие в Международной конференции по механике горных пород (Краков, Польша), в 1964 году — в Международном конгрессе по механике горных пород в США, где была единственной женщиной среди учёных из 14 стран.
Читала лекции на горных факультетах университетов в Ньюкасле, Шеффилде, Ноттингеме и Империал-колледже в Лондоне, Политехнической и Горной школ в Париже. Личный архив хранится в Центральном государственном архиве.
Научный руководитель 12 кандидатов наук.
Автор 65 научных публикаций: монографий, статей и брошюр. Некоторые работы:
- Физико-математические свойства горных пород и их влияние на процесс сдвижения массива, А., 1972;
- Метод наблюдений за сдвижением горных пород в толще массива с помощью радиоактивных изотопов, А., 1973.